# ほーむめーかー
『ほーむめーかー』（Home Maker）は、TBSの「愛の劇場」シリーズのテレビドラマ。2004年4月26日から6月4日まで放送。制作はケイファクトリー。

## 概要
「愛の劇場 35周年記念」として制作され、元モーニング娘。リーダーの中澤裕子が帯ドラマ初出演でなおかつドラマ初主演となった作品。
中澤扮する専業主婦・いずみが、神戸に単身赴任中の夫を残して息子と東京都内の超高層マンション（ロケ地は埼玉県内一の高層マンションのエルザタワー55）に住むようになってからの様々な騒動をコミカルに描いている。
また、この作品は連続テレビ小説、よるドラ（いずれもNHK総合テレビジョン）に倣い、愛の劇場としては初めて毎週のストーリー（週5回放送）にサブタイトルが付けられた。

## キャスト
- 山路いずみ - 中澤裕子
- 山路孝輔 - 河原雅彦
- 山路大輔 - 田中冴樹
- 山路義行 - 斉木しげる
- 橘 理恵 - 網浜直子
- 西村幸子 - 中村綾
- 西村美菜 - 若山詩音
- 西村五郎 ‐ 綾田俊樹
- 西村信子 - 田岡美也子
- 稲垣直哉 - 松尾敏伸
- 安藤貴子 - 歌川椎子
- 磯辺睦美 - 氏家恵
- 村田尚子 - 奥野ミカ
- 小林広也 ‐ 半海一晃
- 森下秋恵 ‐ 円城寺あや
- 大久保加代 ‐ 山田スミ子
- 大久保竹夫 ‐ 内山森彦
- 島貫文彦 - 徳井義実（チュートリアル）
- 田中博 - 福田充徳（チュートリアル）
- 駄菓子屋のおばあちゃん ‐ 佐々木すみ江

## スタッフ
- 企画：渡辺信也
- 脚本：清水友佳子
- 音楽：小林つん太
- 音楽プロデューサー：向井達也
- キャスティング：阿部敏信
- プロデューサー：鈴木聡
- 演出：岡島明・宮崎暁夫・大塚徹
- 製作：ケイファクトリー・TBS

## 主題歌
- 「DO MY BEST」（2004年5月26日発売）

作詞・作曲：つんく／編曲：鈴木俊介／歌：中澤裕子